# Android Open Source Project

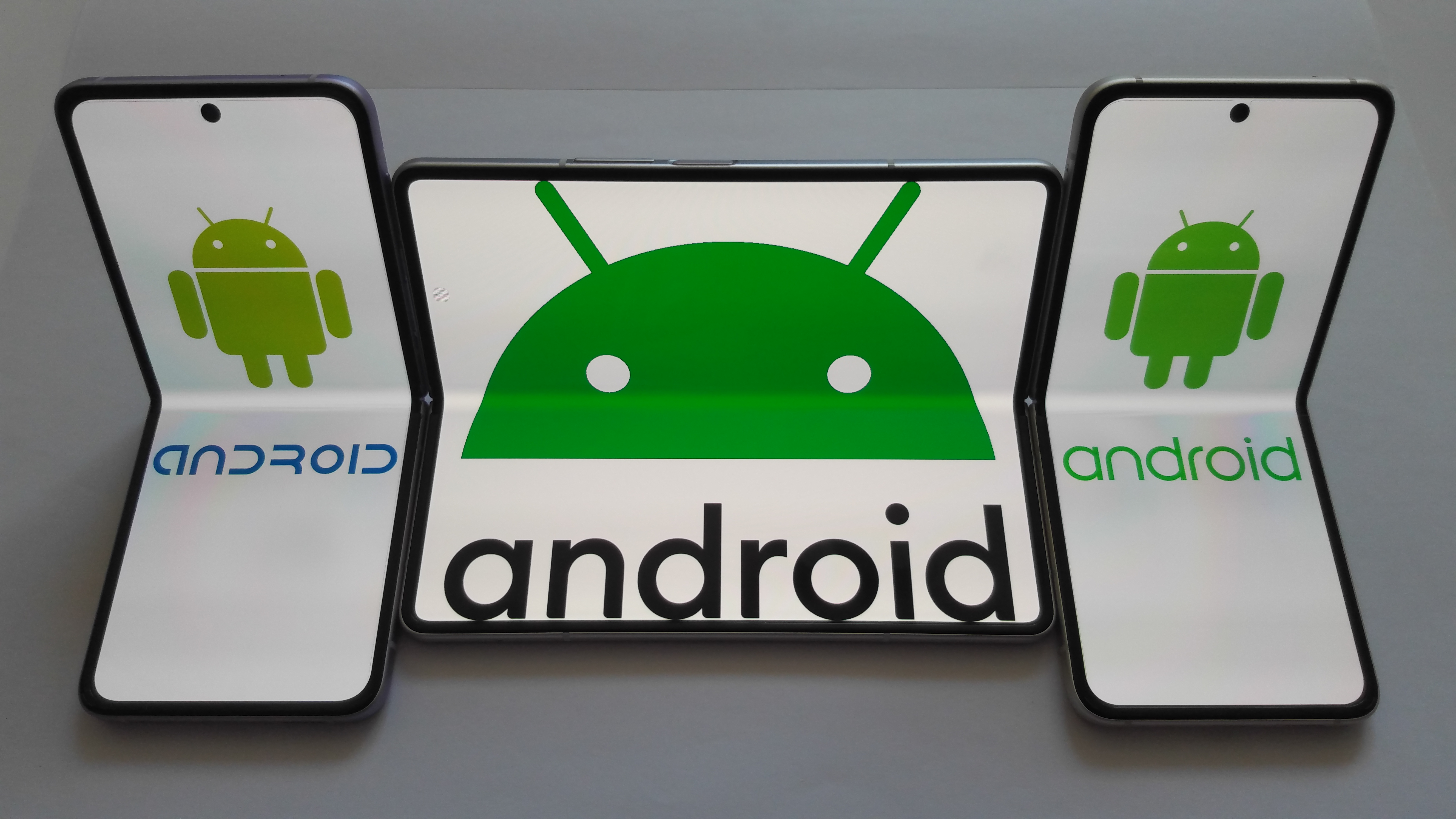
Smartphones dobráveis com o sistema operacional Android

O Android Open Source Project (AOSP) é um projeto de código aberto mantido pelo Google para o desenvolvimento do sistema operacional Android. Entre outras coisas, o Fire OS da Amazon é baseado no projeto.
O projeto usa licenças de código aberto aprovadas pela Open Source Initiative. A maioria dos softwares Android é licenciada sob a licença Apache. Com o código-fonte aberto, o código-fonte do Android pode ser visualizado, você pode participar de seu desenvolvimento e pode usá-lo e modificá-lo livremente de acordo com a licença.
O Android vem da Open Handset Alliance (OHA) liderada pelo Google. Hoje em dia, outras empresas também participam do projeto. A filosofia do Android é principalmente praticidade: o objetivo é um produto compartilhado que possa ser adaptado e personalizado. Para compatibilidade, o AOSP mantém a definição do Programa de Compatibilidade do Android para garantir a compatibilidade. O Android consiste em vários subprojetos gerenciados pela AOSP.
O AOSP não inclui tudo em um sistema operacional pronto para lançamento: os fabricantes de dispositivos e chips de sistema devem adicionar drivers aos seus próprios dispositivos.